# Argentinská konfederace
Argentinská konfederace (španělsky Confederación Argentina) byla svazkem argentinských provincií, který existoval v letech 1831-1861. Sdružení, v jehož čele stál zpočátku Juan Manuel de Rosas, je předchůdcem Argentinské republiky. Jednalo se o konfederaci provincií jako suverénních států, tyto svěřily své zahraniční vztahy a některé další pravomoci společnému zástupci. Confederación Argentina je podle článku 35 argentinské ústavy spolu s República Argentina a Provincias Unidas del Río de la Plata dodnes jedním z oficiálních názvů Argentiny.
Za počátek formování konfederace je považován podpis Federačního paktu (Pacto Federal) provinciemi Buenos Aires, Entre Ríos, Santa Fe a Corrientes 4. ledna 1831. V následujících dvou letech se připojilo dalších devět provincií. Přechodná fáze končí roku 1835, kdy Juan Manuel de Rosas znovu nastoupil do funkce guvernéra provincie Buenos Aires. Po bitvě u Caseros (1852) byla podepsána dohoda ze San Nicolás, kterou byl do čela konfederace jmenován generál Justo José de Urquiza, a do Santa Fe byl svolán ústavodárný sněm.
Svržení Rosase po bitvě u Caseros vedlo v roce 1852 k odtržení nejdůležitější provincie konfederace a ke vzniku samostatného státu Buenos Aires. Ten pak vyhlásil válku zbytku Konfederace a roku 1861 se střetli v bitvě u Pavónu. Vítězství Buenos Aires vedlo k zániku Konfederace, znovusjednocení země pod vládou liberálních elit z hlavního města, omezení autonomie provincií a zavedení ústavy z roku 1853 v celé zemi.